# CIM-10 Capítol XI: Malalties de l'aparell digestiu
| Capítol | Codis   | Títol |
| ------- | ------- | --- |
| I       | A00-B99 | Certes malalties infeccioses i parasitàries                                                                  |
| II      | C00-D48 | Neoplàsies                                                                                                   |
| III     | D50-D89 | Malalties de la sang i dels òrgans hematopoètics i altres trastorns que afecten el mecanisme de la immunitat |
| IV      | E00-E90 | Malalties endocrines, nutricionals i metabòliques                                                            |
| V       | F00-F99 | Trastorns mentals i del comportament                                                                         |
| VI      | G00-G99 | Malalties del sistema nerviós                                                                                |
| VII     | H00-H59 | Malalties de l'ull i els seus annexos                                                                        |
| VIII    | H60-H95 | Malalties de l'oïda i de l'apòfisi mastoide                                                                  |
| IX      | I00-I99 | Malalties del sistema circulatori                                                                            |
| X       | J00-J99 | Malalties del sistema respiratori                                                                            |
| XI      | K00-K93 | Malalties de l'aparell digestiu                                                                              |
| XII     | L00-L99 | Malalties de la pell i el teixit subcutani                                                                   |
| XIII    | M00-M99 | Malalties del sistema osteomuscular i del teixit connectiu                                                   |
| XIV     | N00-N99 | Malalties de l'aparell genitourinari                                                                         |
| XV      | O00-O99 | Embaràs, part i puerperi                                                                                     |
| XVI     | P00-P96 | Certes afeccions originades en el període perinatal                                                          |
| XVII    | Q00-Q99 | Malformacions congènites, deformitats i anomalies cromosòmiques                                              |
| XVIII   | R00-R99 | Símptomes, signes i troballes anormals clíniques i de laboratori, no classificats en un altre lloc           |
| XIX     | S00-T98 | Traumatismes, enverinaments i algunes altres conseqüències de causa externa                                  |
| XX      | V01-Y98 | Causes externes de morbiditat i de mortalitat                                                                |
| XXI     | Z00-Z99 | Factors que influeixen en l'estat de salut i contacte amb els serveis de salut                               |
| XXII    | O00-U99 | Codis per a situacions especials                                                                             |

La 10a Revisió de la Classificació Estadística Internacional de les Malalties i Problemes de Salut Relacionats (CIM-10) és una codificació de malalties, trastorns, signes, símptomes, troballes anormals, denúncies, circumstàncies socials i causes externes de lesions o malalties, segons la classificació de l'Organització Mundial de la Salut (OMS). Aquesta pàgina conté la llista de problemes del capítol XI de la CIM-10: Malalties de l'aparell digestiu. 
- Sols apareixen els problemes codificats amb la lletra del capítol i dos dígits (per exemple A00), amb tres dígits (separada l'últim dígit per un punt, per exemple A04.0), i rarament amb quatre dígits.
- S'han exclòs els problemes de més de dos dígits que fan referència a "altres" problemes especificats (però no definits) o a problemes no especificats; aquests dos casos corresponen, respectivament, als dígits finals 8 i 9.
- També s'han exclòs els problemes de més de dos dígits que no aporten problemes de salut "diferents" dels de l'enunciat principal i que sols modifiquen "qualitativament" el problema de salut al qual fan referència. Per exemple: A00 és el codi pel còlera, però no s'han presentat els codis A00.1 i A00.2 que diferencien el còlera segons dos tipus de bacteri que el provoquen.

## K00-K14 - Malalties de la cavitat oral, les glàndules salivals i els maxil·lars
- (K00) Trastorns del desenvolupament i l'erupció de les dents
  - (K00.0) Anodòncia
  - (K00.1) Dents supernumeràries
  - (K00.2) Anomalies de grandària i forma de les dents
  - (K00.3) Dents tacades
  - (K00.4) Alteracions de la formació de les dents
  - (K00.5) Alteracions hereditàries de l'estructura de les dents, no classificades a cap altre lloc
  - (K00.6) Alteracions de l'erupció de les dents
  - (K00.7) Síndrome de dentició
- (K01) Dents encastades i impactades
  - (K01.0) Dents encastades
  - (K01.1) Dents impactades
- (K02) Càries dental
- (K03) Altres malalties dels teixits durs de les dents
  - (K03.0) Atrició excessiva de les dents
  - (K03.1) Abrasió de les dents
  - (K03.2) Erosió de les dents
  - (K03.3) Reabsorció patològica de les dents
  - (K03.4) Hipercementosi
  - (K03.5) Anquilosi de les dents
  - (K03.6) Dipòsits [acrecions] a les dents
  - (K03.7) Canvis de color posteruptius dels teixits durs de les dents
- (K04) Malalties de la polpa i els teixits periapicals
  - (K04.0) Pulpitis
  - (K04.1) Necrosi de la polpa
  - (K04.2) Degeneració de la polpa
  - (K04.3) Formació anòmala de teixit dur en la polpa
  - (K04.4) Periodontitis apical aguda d'origen pulpar
  - (K04.5) Periodontitis apical crònica
  - (K04.6) Abscés periapical amb fístula
  - (K04.7) Abscés periapical sense fístula
  - (K04.8) Quist radicular

els teixits periapicals no especificades
- (K05) Gingivitis i malalties periodòntiques
  - (K05.0) Gingivitis aguda
  - (K05.1) Gingivitis crònica
  - (K05.2) Periodontitis aguda
  - (K05.3) Periodontitis crònica
  - (K05.4) Periodontosi
  - (K05.5) Altres malalties periodòntiques
  - (K05.6) Malaltia periodòntica no especificada
- (K06) Altres trastorns de la geniva i la vora alveolar esdentegada
  - (K06.0) Retracció gingival
  - (K06.1) Augment gingival
  - (K06.2) Lesions gingivals i de la vora alveolar esdentegada associades a traumatisme
- (K07) Anomalies dentofacials, incloent maloclusió
  - (K07.0) Anomalies principals de la grandària dels maxil·lars
  - (K07.1) Anomalies de relació entre la mandíbula i la base del crani
  - (K07.2) Anomalies de relació entre els arcs dentals
  - (K07.3) Anomalies de la posició dental
  - (K07.4) Maloclusió no especificada
  - (K07.5) Anomalies funcionals dentofacials
  - (K07.6) Trastorns de l'articulació temporomandibular
- (K08) Altres trastorns de les dents i les estructures de suport
  - (K08.0) Exfoliació de les dents per causes sistèmiques
  - (K08.1) Pèrdua de dents per accident, extracció o malaltia periodòntica local
  - (K08.2) Atròfia de la vora alveolar esdentegada
  - (K08.3) Arrel dental retinguda
- (K09) Quist de la regió oral no classificat a cap altre lloc
- (K10) Altres malalties dels maxil·lars
  - (K10.0) Trastorns de desenvolupament dels maxil·lars
  - (K10.1) Granuloma central de cèl·lules gegants
  - (K10.2) Afeccions inflamatòries dels maxil·lars
  - (K10.3) Alveolitis dels maxil·lars
- (K11) Malalties de les glàndules salivals
  - (K11.0) Atròfia de glàndula salival
  - (K11.1) Hipertròfia de glàndula salival
  - (K11.2) Sialoadenitis
  - (K11.3) Abscés de glàndula salival
  - (K11.4) Fístula de glàndula salival
  - (K11.5) Sialolitiasi
  - (K11.6) Mucocele de glàndula salival
  - (K11.7) Alteracions de la secreció salival
- (K12) Estomatitis i lesions relacionades
  - (K12.0) Aftes orals recurrents
  - (K12.1) Altres formes d'estomatitis
  - (K12.2) Cel·lulitis i abscés de boca
- (K13) Altres malalties del llavi i la mucosa oral
  - (K13.0) Malalties dels llavis
  - (K13.1) Mossegada de galta i llavi
  - (K13.2) Leucoplàsia i altres alteracions de l'epiteli oral, inclosa la llengua
  - (K13.3) Leucoplàsia vellosa oral
  - (K13.4) Granuloma i lesions semblants a granuloma de la mucosa oral
  - (K13.5) Fibrosi submucosa oral
  - (K13.6) Hiperplàsia irritant de la mucosa oral
  - (K13.7) Altres lesions de la mucosa oral i lesions de la mucosa oral no especificades
- (K14) Malalties de la llengua
  - (K14.0) Glossitis
  - (K14.1) Llengua geogràfica
  - (K14.2) Glossitis romboïdal mediana
  - (K14.3) Hipertròfia de papil·les linguals
  - (K14.4) Atròfia de papil·les linguals
  - (K14.5) Llengua plegada
  - (K14.6) Glossodínia

## K20-K31 - Malalties de l'esòfag, l'estómac i el duodè
- (K20) Esofagitis
- (K21) Malaltia del reflux gastroesofàgic
- (K22) Altres malalties de l'esòfag
  - (K22.0) Acalàsia de càrdies
  - (K22.1) Úlcera esofàgica
  - (K22.2) Obstrucció esofàgica
  - (K22.3) Perforació de l'esòfag
  - (K22.4) Discinèsia esofàgica
  - (K22.5) Diverticle esofàgic adquirit
  - (K22.6) Síndrome de laceració-hemorràgia gastroesofàgica
  - (K22.7) Esòfag de Barrett
- (K23) Trastorns de l'esòfag en malalties classificades en un altre lloc
- (K25) Úlcera gàstrica
- (K26) Úlcera duodenal
- (K27) Úlcera pèptica de localització no especificada
- (K28) Úlcera gastrojejunal
- (K29) Gastritis i duodenitis
- (K30) Dispèpsia
- (K31) Altres malalties de l'estómac i el duodè
  - (K31.0) Dilatació aguda d'estómac
  - (K31.1) Estenosi pilòrica hipertròfica adulta
  - (K31.2) Estretor i estenosi de rellotge d'arena de l'estómac
  - (K31.3) Pilorospasme no classificat a cap altre lloc
  - (K31.4) Diverticle gàstric
  - (K31.5) Obstrucció de duodè
  - (K31.6) Fístula d'estómac i duodè
  - (K31.7) Pòlip d'estómac i duodè

## K35-K38 - Malalties de l'apèndix
- (K35) Apendicitis aguda
- (K36) Altres apendicitis
- (K37) Apendicitis no especificada
- (K38) Altres malalties de l'apèndix
  - (K38.0) Hiperplàsia de l'apèndix
  - (K38.1) Concrecions apendiculars
  - (K38.2) Diverticle de l'apèndix
  - (K38.3) Fístula de l'apèndix

## K40-K46 - Hèrnia
- (K40) Hèrnia inguinal
- (K41) Hèrnia crural
- (K42) Hèrnia umbilical
- (K43) Hèrnia ventral
- (K44) Hèrnia diafragmàtica
- (K45) Altres hèrnies abdominals
- (K46) Hèrnia abdominal no especificada

## K50-K52 - Enteritis i colitis no infeccioses
- (K50) Malaltia de Crohn [enteritis regional]
- (K51) Colitis ulcerosa
- (K52) Altres gastroenteritis i colitis no infeccioses
  - (K52.0) Gastroenteritis i colitis per radiació
  - (K52.1) Gastroenteritis i colitis tòxiques
  - (K52.2) Gastroenteritis i colitis al·lèrgiques i dietètiques

## K55-K63 - Altres malalties dels intestins
- (K55) Trastorns vasculars de l'intestí
  - (K55.0) Trastorns vasculars aguts de l'intestí
  - (K55.1) Trastorns vasculars crònics de l'intestí
  - (K55.2) Angiodisplàsia de còlon
- (K56) Ili paralític i obstrucció intestinal sense hèrnia
  - (K56.0) Ili paralític
  - (K56.1) Intussuscepció
  - (K56.2) Vòlvul
  - (K56.3) Ili biliar
  - (K56.4) Altres impaccions intestinals
  - (K56.5) Adherències intestinals [bandes] amb obstrucció
- (K57) Malaltia diverticular de l'intestí
- (K58) Síndrome de l'intestí irritable
- (K59) Altres trastorns intestinals funcionals
  - (K59.0) Restrenyiment
  - (K59.1) Diarrea funcional
  - (K59.2) Intestí neurogènic no classificat a cap altre lloc
  - (K59.3) Megacòlon no classificat a cap altre lloc
  - (K59.4) Espasme anal
- (K60) Fissura i fístula de regions anal i rectal
- (K61) Abscés de regions anal i rectal
- (K62) Altres malalties d'anus i recte
  - (K62.0) Pòlip anal
  - (K62.1) Pòlip rectal
  - (K62.2) Prolapse anal
  - (K62.3) Prolapse rectal
  - (K62.4) Estenosi d'anus i recte
  - (K62.5) Hemorràgia d'anus i recte
  - (K62.6) Úlcera d'anus i recte
  - (K62.7) Proctitis per radiació
- (K63) Altres malalties de l'intestí
  - (K63.0) Abscés intestinal
  - (K63.1) Perforació de l'intestí (no traumàtica)
  - (K63.2) Fístula intestinal
  - (K63.3) Úlcera intestinal
  - (K63.4) Enteroptosi
  - (K63.5) Pòlip del còlon

## K65-K67 - Malalties de peritoneu
- (K65) Peritonitis
- (K66) Altres trastorns del peritoneu
  - (K66.0) Adherències peritoneals
  - (K66.1) Hemoperitoneu
- (K67) Trastorns del peritoneu en malalties infeccioses classificades en un altre lloc

## K70-K77 - Malalties del fetge
- (K70) Hepatopatia alcohòlica
  - (K70.0) Degeneració grassa alcohòlica del fetge
  - (K70.1) Hepatitis alcohòlica
  - (K70.2) Fibrosi i esclerosi alcohòliques del fetge
  - (K70.3) Cirrosi hepàtica alcohòlica
  - (K70.4) Fallida hepàtica alcohòlica
- (K71) Hepatopatia tòxica
- (K72) Fallida hepàtica no classificada a cap altre lloc
- (K73) Hepatitis crònica no classificada a cap altre lloc
- (K74) Fibrosi i cirrosi hepàtiques
  - (K74.0) Fibrosi hepàtica
  - (K74.1) Esclerosi hepàtica
  - (K74.2) Fibrosi hepàtica amb esclerosi hepàtica
  - (K74.3) Cirrosi biliar primària
  - (K74.4) Cirrosi biliar secundària
  - (K74.5) Cirrosi biliar no especificada
  - (K74.6) Altres cirrosis hepàtiques i cirrosis hepàtiques no especificades
- (K75) Altres hepatopaties inflamatòries
  - (K75.0) Abscés hepàtic
  - (K75.1) Flebitis de la vena porta
  - (K75.2) Hepatitis reactiva no especificada
  - (K75.3) Hepatitis granulomatosa no classificada a cap altre lloc
  - (K75.4) Hepatitis autoimmunitària
- (K76) Altres malalties del fetge
  - (K76.0) Degeneració grassa (canvi) de fetge no classificada a cap altre lloc
  - (K76.1) Congestió passiva crònica de fetge
  - (K76.2) Necrosi hepàtica hemorràgica central
  - (K76.3) Infart hepàtic
  - (K76.4) Peliosi hepàtica
  - (K76.5) Malaltia venooclusiva hepàtica
  - (K76.6) Hipertensió portal
  - (K76.7) Síndrome hepatorenal
- (K77) Trastorns hepàtics en malalties classificades en un altre lloc

## K80-K87 - Trastorns de la vesícula biliar, el tracte biliar i el pàncrees
- (K80) Colelitiasi
- (K81) Colecistitis
- (K82) Altres malalties de la vesícula biliar
  - (K82.0) Obstrucció de vesícula biliar
  - (K82.1) Hidrops de vesícula biliar
  - (K82.2) Perforació de vesícula biliar
  - (K82.3) Fístula de vesícula biliar
  - (K82.4) Colesterolosi de vesícula biliar
- (K83) Altres malalties del tracte biliar
  - (K83.0) Colangitis
  - (K83.1) Obstrucció de conducte biliar
  - (K83.2) Perforació de conducte biliar
  - (K83.3) Fístula de conducte biliar
  - (K83.4) Espasme de l'esfínter d'Oddi
  - (K83.5) Quist biliar
- (K85) Pancreatitis aguda
- (K86) Altres malalties del pàncrees
  - (K86.0) Pancreatitis crònica induïda per alcohol
  - (K86.1) Altres pancreatitis cròniques
  - (K86.2) Quist de pàncrees
  - (K86.3) Pseudoquist de pàncrees
- (K87) Trastorns de la vesícula biliar, el tracte biliar i el pàncrees en malalties classificades en un altre lloc

## K90-K93 - Altres malalties de l'aparell digestiu
- (K90) Malabsorció intestinal
  - (K90.0) Malaltia celíaca
  - (K90.1) Esprue tropical
  - (K90.2) Síndrome de la nansa cega no classificada a cap altre lloc
  - (K90.3) Esteatorrea pancreàtica
  - (K90.4) Malabsorció per intolerància no classificada a cap altre lloc
- (K91) Trastorns de l'aparell digestiu posteriors a un procediment no classificats a cap altre lloc
- (K92) Altres malalties de l'aparell digestiu
  - (K92.0) Hematèmesi
  - (K92.1) Melena
  - (K92.2) Hemorràgia gastrointestinal no especificada
- (K93) Trastorns d'altres òrgans digestius en malalties classificades en un altre lloc